# Методи діяння на привибійну зону газового пласта
Методи діяння на привибійну зону газового пласта (рос. методы воздействия на призабойную зону газового пласта; англ. stimulation method of a bottomhole zone of a gas formation, нім. Verfahren n pl der Einwirkung auf die bohrlochnahe (sondennahe) Zone des gasführenden Flözes) — методи хімічного, гідрохімічного, теплового та комбінованого впливу (діяння) на привибійну зону пласта з метою виключення чи зниження негативного впливу на неї промивної рідини та її фільтрату в процесі розкриття пласта, освоєння і глушіння свердловини. На привибійну зону пласта впливають задля: відновлення її проникності; зниження фільтраційного опору як у привибійній, так і у віддаленій від вибою свердловини зоні пласта; відновлення проникності привибійної зони пласта багатооб'єктного продуктивного покладу. Проникність привибійної зони зменшується внаслідок забруднення механічними частинками порових каналів, глинизації стінок свердловини, підвищення вологовмісту породи за рахунок фільтрату промивної рідини. Видалення з привибійної зони піщано-глинистих продуктивних пластів вологи (фільтрат промивної рідини, зв'язана вода, волога, що випала з парової фази) буде сприяти зниженню фільтраційних опорів під час припливу газу, збільшенню дебіту при одночасному зниженні депресії тиску на пласт. Привибійну зону осушують закачуванням у пласт різних летких рідин (скраплені гази, спирти, конденсат легких вуглеводнів), газоподібних вологопоглиначів (осушений підігрітий газ, азот, вуглекислий газ), а також нагріванням привибійної зони.